# Điền Lộc
Điền Lộc là một xã thuộc huyện Phong Điền, tỉnh Thừa Thiên Huế, Việt Nam.

## Địa lý
Xã Điền Lộc thuộc vùng Ngũ Điền của huyện Phong Điền, cách thành phố Huế khoảng 50 km về hướng tây nam, có vị trí địa lý:
- Phía đông giáp Biển Đông
- Phía tây giáp xã Phong Chương
- Phía nam giáp xã Điền Hòa
- Phía bắc giáp xã Điền Môn.

Xã Điền Lộc có diện tích 13,63 km², dân số năm 2022 là 6.460 người, mật độ dân số đạt 473 người/km².

## Hành chính
Xã Diễn Lộc gồm có 7 thôn: Giáp Nam, Mỹ Hòa, Nhật Động, Nhật Tây, Nhị Động, Nhị Tây và Tân Hội.

## Lịch sử
Ngày 12 tháng 1 năm 1984, Hội đồng Bộ trưởng ban hành Quyết định số 7-HĐBT về việc sáp nhập thôn Tân Hội và thôn Mỹ Hoà của xã Phong Hải vào xã Điền Lộc.